# جين برايس
جين برايس (بالإنجليزية: Gene Price)‏ هو كاتب أغاني أمريكي، ولد في 27 فبراير 1944، وتوفي في 13 أغسطس 2013.